# 鐵路旅行
鐵路旅行可以指乘搭專門的觀光列車欣賞沿途風景，如史詩級的東方快車，乘客有自己的包廂，亦會穿正裝在餐卡中用膳；亦可以是比較隨意的乘搭高鐵從一個城市到另一城市，或利用市內的鐵路系統在市內旅行。